# Stemodia ericifolia
Stemodia ericifolia là một loài thực vật có hoa trong họ Mã đề. Loài này được K. Schum. miêu tả khoa học đầu tiên.